# 이슬기 (아나운서)
이슬기(1986년 9월 13일 ~ )는 대한민국의 KBS 아나운서이다. 
고려대학교 서어서문학과, 영어영문학과 학사(2009년 - 05학번)
- 고려대학교 언론대학원 언론정보학과 언론학 석사(2012년)

## 경력
- 2010년 3월  ~ 2011년 8월 31일  : YTN 과학기상팀 기상캐스터 (퇴사)
- 2011년 9월 1일 ~ : KBS 아나운서실 아나운서 (KBS춘천방송총국 지역근무)

## 진행

### TV 프로그램
| 연도        | 방송사  | 제목                              | 담당     | 진행 기간                          | 비고                                                  |
| ----------- | ------- | --------------------------------- | -------- | ---------------------------------- | ----------------------------------------------------- |
| 2011        | KBS2    | 여유만만                          | 출연     | 2011년 9월 19일                    | 《2011 신입 아나운서 시험 합격의 비결!》              |
| 2011 ~ 2013 | KBS춘천 | 삼색기행                          | 진행     |                                    | 춘천총국 지역근무 진행 당시                           |
| 2013 ~ 2014 | KBS1    | KBS 5시 뉴스                      | 진행     |                                    | 일요일                                                |
| 2014 ~ 2015 | KBS1    | KBS 뉴스광장(평일)                | 첫진행   |                                    | 권역별 뉴스                                           |
| 2019 ~ 2021 | KBS1    | KBS 뉴스광장(평일)                | 재진행   |                                    | 권역별 뉴스                                           |
| 2020        | KBS1    | KBS 뉴스광장(토요일)              | 임시진행 | 2019년 12월 28일 ~ 2020년 1월 11일 |                                                       |
| 2014 ~ 2015 | KBS2    | 위기탈출 넘버원                   | 진행     | 2014년 4월 7일 ~ 2015년 1월 5일    |                                                       |
| 2014 ~ 2015 | KBS2    | 위기탈출 넘버원                   | 진행     | 2014년 4월 7일 ~ 2015년 1월 5일    |                                                       |
| 2015        | KBS2    | 위기탈출 넘버원                   | 출연     | 2015년 1월 26일                    | 467회                                                 |
| 2015 ~ 2016 | KBS2    | 누가누가 잘하나                   | 진행     | 2015년 1월 16일 ~ 2016년 4월 29일  |                                                       |
| 2022        | KBS2    | 누가누가 잘하나                   | 임시진행 | 12월 8일 ~ 12월 15일               |                                                       |
| 2015 ~ 2016 | KBS1    | TV비평 시청자데스크               | 패널     |                                    | 시청자의 눈                                           |
| 2015 ~ 2016 | KBS2    | 2TV 생생정보 플러스               | 진행     | 2015년 9월 21일 ~ 2016년 4월 21일  |                                                       |
| 2015 ~ 2016 | KBS2    | 특파원 현장보고                   | 진행     | 2015년 10월 3일 ~ 2016년 4월 2일   |                                                       |
| 2016 ~ 2018 | KBS2    | 2TV 생생정보                      | 진행     |                                    |                                                       |
| 2021 ~      | KBS2    | 2TV 생생정보                      | 내레이션 |                                    |                                                       |
| 2016 ~ 2018 | KBS1    | KBS 뉴스 9                        | 진행     | 2016년 4월 30일 ~ 2018년 4월 15일  | 주말                                                  |
| 2018 ~ 2019 | KBS2    | 그녀들의 여유만만                 | 진행     |                                    | 여자 아나운서 5명 중 1명의 진행                       |
| 2021 ~ 2023 | KBS1    | KBS 930 뉴스                      | 진행     | 2021년 8월 30일 ~ 2023년 3월 17일  |                                                       |
| 2021        | KBS1    | 남북의 창                         | 임시진행 | 2021년 7월 24일                    |                                                       |
| 2021        | KBS2    | KBS 2TV 수목 드라마 달리와 감자탕 | 고지자   | 2021년 9월 22일 ~ 2021년 11월 11일 | 16부작, 방송순서고지 멘트                             |
| 2023 ~ 2024 | KBS1    | 무엇이든 물어보세요               | MC       | 2023년 3월 20일 ~ 2024년 2월 2일   | [ 2 ]                                                 |
| 2023        | KBS1    | 39회 코오롱 구간 마라톤대회       | 리포터   | 2023년 3월 25일                    |                                                       |
| 2023        | KBS2    | 영화가 좋다                       | 임시진행 | 2023년 12월 23일                   | 883회                                                 |
| 2024 ~      | KBS2    | KBS 3시 뉴스타임                  | 진행     | 2024년 2월 13일 ~현재              | 오후 3시                                              |
| 2024        | KBS1    | 생로병사의 비밀                   | 진행취소 | 2024년 3월 13일                    | 901회《최고의 다이어트를 찾아서》( 새여자mc 진행취소) |
| 2025        | KBS1    | 6시 내고향                        | 진행취소 | 2025년 4월 1일                     | 8251회 새 여자MC 진행취소                             |

### 라디오 프로그램
| 연도   | 방송사   | 제목        | 담당 | 진행 기간            | 비고 |
| ------ | -------- | ----------- | ---- | -------------------- | ---- |
| 2024 ~ | KBS 쿨FM | 상쾌한 아침 | 진행 | 2024년 4월 1일 ~현재 |      |